# قوجمز
قوجمز، روستایی از توابع بخش مرکزی شهرستان کلاله در استان گلستان ایران است.
این روستا محل زندگی یکی از بزرگترین علمای اهل سنت ترکمن صحرا و کشور یعنی استاد کریم بردی آخوند احمدی رحمه الله بود و همچنین زادگاه استاد محی الدین آخوند احمدی رحمه الله می باشد.

## جمعیت
این روستا در دهستان آق سو قرار دارد و براساس سرشماری مرکز آمار ایران در سال ۱۳۸۵، جمعیت آن ۱٬۸۰۷ نفر (۳۵۵خانوار) بوده‌است.